# Kethna Louis
Kethna Louis (* 5. August 1996 in Desdunes) ist eine haitianische Fußballspielerin.

## Karriere

### Klub
Nach mehreren Stationen in ihrer Heimat bestritt sie ein längeres Probetraining in Frankreich beim FF Issy und unterschrieb hier im Oktober 2018 schließlich auch einen Vertrag bei dem Zweitligisten. Von hier wechselte sie im Sommer innerhalb der Liga zum Le Havre AC, mit dem ihr der Aufstieg in die Division 1 gelang. Nachdem Le Havre wieder abstieg, verblieb sie in der Liga, indem sie zu Stade Reims wechselte.

### Nationalmannschaft
Nach der U-20 hatte sie im Jahr 2018 ihr Debüt in der A-Nationalmannschaft. Mit dieser nahm sie an mehreren Turnieren teil und qualifizierte sich auch für die Weltmeisterschaft 2023.